# Overstroming van de Gele Rivier (1887)
De overstroming van de Gele Rivier in China in september 1887 wordt beschouwd als een van de ergste overstromingsrampen ooit. Schattingen over het dodental lopen uiteen van 900.000 tot twee miljoen.

## Geschiedenis

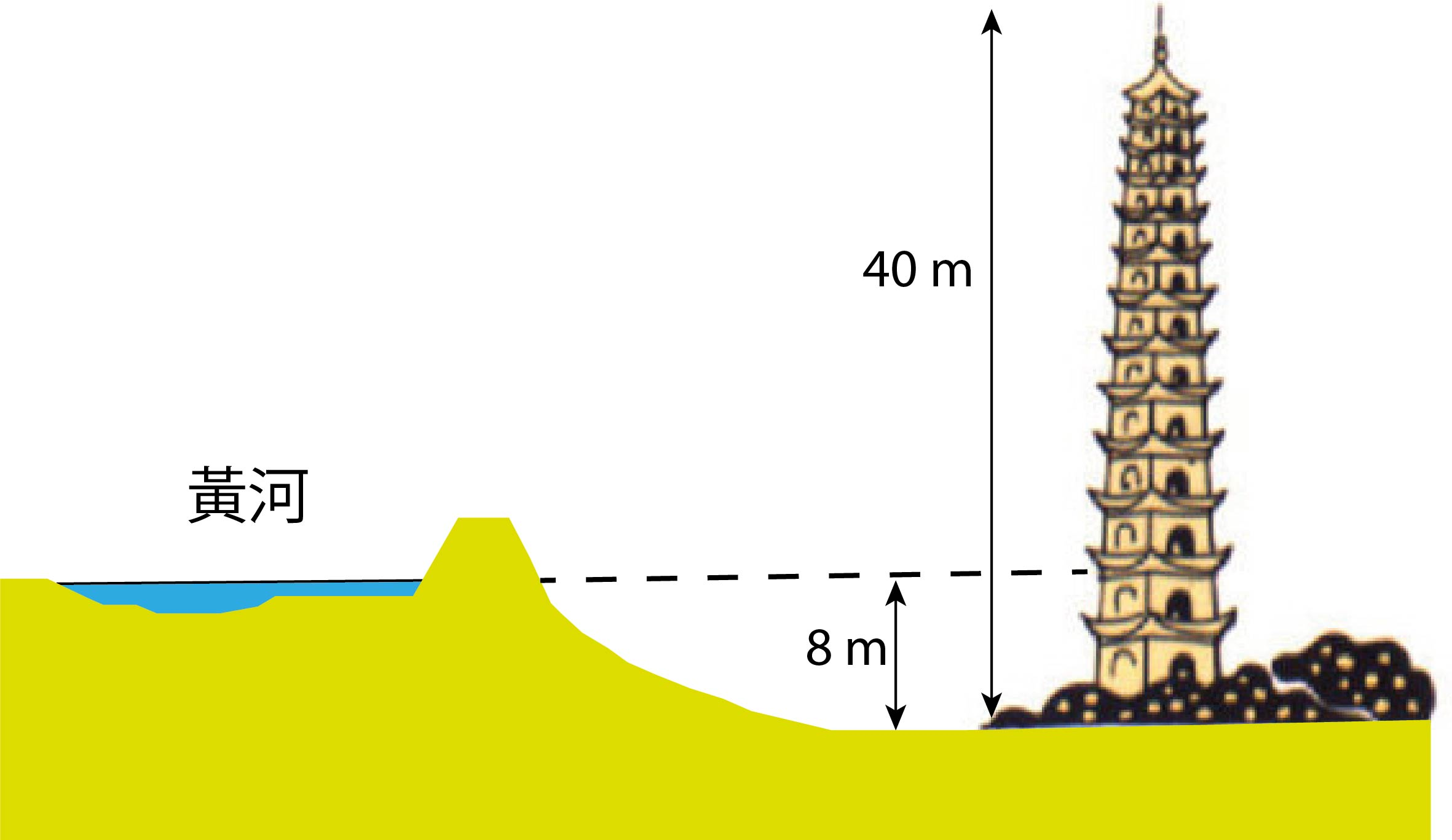
De (antieke) Porseleintoren en een dwarsdoorsnede van de Gele Rivier

De Gele Rivier in China voert heel veel slib mee, dat zich voor de monding afzet. Hierdoor is de rivier in de loop der eeuwen steeds langer geworden. Omdat het verhang van een rivier in de loop der jaren nauwelijks veranderd is betekent dit dat het waterpeil in een gegeven plaats (bijv. in Nanjing) steeds hoger wordt. Omdat de rivier van nature dezelfde diepte wil houden komt de bodem ook steeds hoger te liggen. Dit is niet stabiel, en de rivier zal zijn loop dan ook verleggen en via lager omliggend land naar zee stromen. In China voorkwam men dit al zo'n duizend jaar door de aanleg van bandijken langs de rivier, maar hierdoor blijft het bed op dezelfde plaats en wordt de bodem steeds hoger.
In bijgaande schets is aangegeven dat in Nanjing het waterpeil zo'n acht meter boven het omringende land ligt en de rivierbodem zo'n drie tot vier meter boven het omringende land. Als door het overstromen van een rivierdijk een doorbraak plaatsvindt, dan zal de rivier als het ware "leeglopen" in het omringende laagland. Het probleem in deze situatie is dat het moeilijk is om het gat te dichten. Zelf als de hoge rivierafvoer afneemt, zal het rivierwater door het gat blijven lopen omdat het omringende land lager ligt dan de rivierbodem.
Een situatie als deze is niet te voorkomen door het uitbaggeren van de rivier, maar alleen door de rivier te verbreden en/of de dijken te verhogen.

## Dijkdoorbraak en slachtoffers
Na hevige regenval en een navenant stijgend waterpeil van de Gele Rivier vond er op 28 september 1887 een grote dijkdoorbraak plaats. Algemeen wordt aangenomen dat het water door de dijken is gebroken in Huayuankou, nabij Zhengzhou, hoofdstad van de provincie Henan. Door de laaggelegen vlaktes in de omgeving verspreidde de vloed zich zeer snel over Noord-China, waarbij bijna dertienduizend vierkante kilometer werd overspoeld.
Elf grote steden en honderden dorpjes werden door de overstroming vernietigd en twee miljoen mensen raakten dakloos. Na het optreden van deze overstroming traden de nodige besmettelijke ziekten op. Veel mensen zijn daarbij omgekomen. Alhoewel er geen precieze gegevens zijn is vermoedelijk het aantal slachtoffers ten gevolge van ziekte en hongersnood ten gevolge van de overstroming vele malen groter dan het aantal mensen dat daadwerkelijk verdronken is.